# Star Wars: Episode IX: The Rise of Skywalker (soundtrack)
Star Wars: Episode IX: The Rise of Skywalker is de soundtrack van de gelijknamige film uit 2019. Het album werd gecomponeerd en gedirigeerd door John Williams. Het album verscheen op 18 december 2019 op muziekdownload-formaat en twee dagen later ook op compact disc door Walt Disney Records.
Het opnemen van de muziek begon half juni 2019 in de Barbra Streisand Scoring Stage van de Sony Pictures Studios in Culver City, met 11 sessies verspreid over een periode van 5 maanden. Net als bij de vorige vervolgtrilogiefilms werd het album opgenomen met een 102-koppig freelance orkest samen met een 100-stemmig koor uit Los Angeles. Het album verscheen op 11 januari 2020 in de Vlaamse Ultratop 200 Albums en behaalde als hoogste notering in de lijst, plaats 52.

## Tracklijst
1. "Fanfare and prologue" - 4:34
2. "Journey to Exegol" - 2:49
3. "The Rise of Skywalker" - 4:18
4. "The Old Death Star" - 3:16
5. "The Speeder Chase" - 3:21
6. "Destiny of a Jedi" - 5:12
7. "Anthem of Evil" - 3:23
8. "Fleeing from Kijmi" - 2:51
9. "We Go Together" - 3:17
10. "Join Me" - 3:42
11. "They Will Come" - 2:50
12. "The Final Saber Duel" - 3:57
13. "Battle of the Resistance" - 2:51
14. "Approaching the Throne" - 4:16
15. "The Force Is with You" - 3:39
16. "Farewell" - 5:14
17. "Reunion" - 4:05
18. "A New Home" - 1:47
19. "Finale" - 10:51

## Hitnoteringen

### NPO Klassiek Filmmuziek Top 200
(als Star Wars) 
| Als Star Wars in de NPO Klassiek Filmmuziek Top 200 | Als Star Wars in de NPO Klassiek Filmmuziek Top 200 | Als Star Wars in de NPO Klassiek Filmmuziek Top 200 | Als Star Wars in de NPO Klassiek Filmmuziek Top 200 | Als Star Wars in de NPO Klassiek Filmmuziek Top 200 | Als Star Wars in de NPO Klassiek Filmmuziek Top 200 | Als Star Wars in de NPO Klassiek Filmmuziek Top 200 | Als Star Wars in de NPO Klassiek Filmmuziek Top 200 | Als Star Wars in de NPO Klassiek Filmmuziek Top 200 | Als Star Wars in de NPO Klassiek Filmmuziek Top 200 | Als Star Wars in de NPO Klassiek Filmmuziek Top 200 |
| Jaar                                                | 2016                                                | 2017                                                | 2018                                                | 2019                                                | 2020                                                | 2021                                                | 2022                                                | 2023                                                | 2024                                                | 2025                                                |
| --------------------------------------------------- | --------------------------------------------------- | --------------------------------------------------- | --------------------------------------------------- | --------------------------------------------------- | --------------------------------------------------- | --------------------------------------------------- | --------------------------------------------------- | --------------------------------------------------- | --------------------------------------------------- | --------------------------------------------------- |
| Positie                                             | 18*                                                 | 5*                                                  | 3*                                                  | 3*                                                  | 3                                                   | 5                                                   | 3                                                   | 5                                                   | 7                                                   | 6                                                   |

( * als Episode I t/m VIII)